# Kokusai Ki-59

Kokusai Ki-59 (яп. 一式輸送機) — серійний двомоторний військово-транспортний літак Імперської армії Японії періоду Другої світової війни.
Кодова назва союзників - «Тереза» (англ. Theresa).

## Історія створення
У 1937 році Міністерство транспорту замовило фірмі «Ніппон Коку Коге К.К.» розробку легкого 8-10-місного транспортного літака. Літак ,який отримав назву TK-3 «Терадекоке», був високопланом з довгими стійками шасі в обтічниках, що не складались. На літаку стояли два двигуни Nakajima Kotobuki 3 потужністю 640 к.с. кожен. Фюзеляж мав змішану металево-деревну конструкцію і покриті тканиною контрольні поверхні. Перший політ відбувся в червні 1938 року, але літак показав незадовільні характеристики, особливо швидкість набору висоти, тому було збудовано тільки 2 прототипи, а літак у серію не пішов.
Але характеристики літака підійшли Імперської армії Японії, якій був потрібен легкий транспортний літак, і у 1939 році був замовлений дослідний взірець. Цей варіант мало відрізнявся від цивільної версії, але був обладнаний 9-ти циліндровими радіальними двигунами Hitachi Ha-13a повітряного охолодження потужністю 450 к.с. (510 к.с. на зльоті). За результатами льотних випробувань, які почались влітку 1939 року, в конструкцію внесли невеликі зміни: переробили носову частину для покращення оглядовості, збільшили площу вертикального оперення та змінили форму обтічників шасі. З цими змінами літак показав суттєво кращу керованість і у 1941 році був прийнятий на озброєння під назвою «Армійський транспортний літак Тип 1» (або Ki-59). Виробництвом літака зайнялась фірма «Ніппон Кокусай Коку Коге К.К.», яка утворилась внаслідок злиття фірм 
«Ніппон Коку Коге К.К.» та «Кокусай Кокукі К.К.».
Проте цей літак випускався недовго. Всього було збудовано 59 літаків. Незабаром йому на зміну прийшов Ki-54c, який переважав Ki-59 за більшістю основних параметрів.
В грудні 1941 року Ki-59 був перероблений у планер - з нього зняли двигуни та стійки шасі, замінивши їх підфюзеляжною лижею. Планер отримав назву «Армійський транспортний експериментальний планер» (або Ku-8-I) та став прототипом планера Kokusai Ku-8.

## Тактико-технічні характеристики

### Технічні характеристики
- Екіпаж: 2 - 3 особи
- Пасажири: 8 чоловік
- Довжина: 12,50 м
- Висота: 3,05 м
- Розмах крил: 17,00 м
- Площа крил: 38,40 м ²
- Маса пустого: 2 880 кг
- Маса спорядженого: 4 120 кг
- Максимальна злітна маса: 4 240 кг
- Навантаження на крило: 107,3 кг/м ²
- Двигуни:  2 х Hitachi Ha-13a
- Потужність: 2 x 450 к. с.
- Питома потужність: 4 кг/к.с.

### Льотні характеристики
- Максимальна швидкість: 300 км/г на висоті 2000 м
- Крейсерська швидкість: 276 км/г
- Дальність польоту: 800 км

## Модифікації
- TK-3 - прототип цивільного літака з 2 9-ти циліндровими радіальними двигунами з повітряним охолодженням Nakajima Kotobuki 3 потужністю 640 к.с. (2 екз.)
- Ki-59 (Армійський транспортний літак Тип 1) - серійний військовий варіант з двигунами Hitachi Ha-13a потужністю 450 к.с. (59 екз.)
- Ku-8-I (армійський експериментальний планер) - експериментальна конверсія у планер
- Ku-8-II (Армійський транспортний планер Тип 4) - десантно-штурмовий планер